# Dawid Tomala
Dawid Tomala (født 27. august 1989) er en polsk atlet, der konkurrerer i kapgang. Han repræsenterede sit land ved sommer-OL 2012 i London, hvor han blev nummer 19 i 20 kilometer-løbet.
Han vandt guldmedaljen i 50 kilometer-løbet ved OL i Tokyo i 2020.